# General Tochevo (obchtina)
General Tochevo (bulgare : Генерал-Тошево) est une obchtina de l'oblast de Dobritch en Bulgarie.